# Illuka
Illuka (in tedesco Illuck) era un comune rurale dell'Estonia nord-orientale, nella contea di Ida-Virumaa. Il centro amministrativo del comune era l'omonima località (in estone küla).
Nel 2017 il comune si è fuso con Alajõe, Iisaku, Mäetaguse e Tudulinna nel nuovo comune di Alutaguse.

## Località
Oltre al capoluogo, il comune comprende altre 18 località:
- Agusalu
- Edivere
- Jaama
- Kaatermu
- Kaidma
- Kamarna
- Karoli
- Kuremäe
- Kivinõmme
- Konsu
- Kuningaküla
- Kurtna
- Ohakvere
- Ongassaare
- Permisküla
- Puhatu
- Rausvere
- Vasavere